# Opilioacarus vanderhammeni
Opilioacarus vanderhammeni är en spindeldjursart som beskrevs av Juvara-Bals och Baltac 1977. Opilioacarus vanderhammeni ingår i släktet Opilioacarus och familjen Opilioacaridae. Inga underarter finns listade i Catalogue of Life.